# Saint-Étienne-sur-Suippe
Saint-Étienne-sur-Suippe és un municipi francès, situat al departament del Marne i a la regió del Gran Est. L'any 2007 tenia 261 habitants.

## Demografia

### Població
El 2007 la població de fet de Saint-Étienne-sur-Suippe era de 261 persones. Hi havia 92 famílies, de les quals 8 eren unipersonals (4 homes vivint sols i 4 dones vivint soles), 44 parelles sense fills i 40 parelles amb fills.
La població ha evolucionat segons el següent gràfic:
Habitants censats

### Habitatges
El 2007 hi havia 102 habitatges, 94 eren l'habitatge principal de la família, 1 era una segona residència i 7 estaven desocupats. Tots els 101 habitatges eren cases. Dels 94 habitatges principals, 80 estaven ocupats pels seus propietaris, 12 estaven llogats i ocupats pels llogaters i 2 estaven cedits a títol gratuït; 1 tenia dues cambres, 6 en tenien tres, 19 en tenien quatre i 68 en tenien cinc o més. 79 habitatges disposaven pel capbaix d'una plaça de pàrquing. A 30 habitatges hi havia un automòbil i a 61 n'hi havia dos o més.

### Piràmide de població
La piràmide de població per edats i sexe el 2009 era:
| Homes | Edats   | Dones |
| ----- | ------- | ----- |
| 4     | 95 o +  | 0     |
| 0     | 90 a 94 | 4     |
| 0     | 85 a 89 | 0     |
| 0     | 80 a 84 | 0     |
| 4     | 75 a 79 | 4     |
| 4     | 70 a 74 | 0     |
| 8     | 65 a 69 | 4     |
| 0     | 60 a 64 | 0     |
| 8     | 55 a 59 | 8     |
| 8     | 50 a 54 | 8     |
| 4     | 45 a 49 | 4     |
| 16    | 40 a 44 | 16    |
| 12    | 35 a 39 | 12    |
| 12    | 30 a 34 | 12    |
| 0     | 25 a 29 | 4     |
| 12    | 20 a 24 | 8     |
| 24    | 15 a 19 | 0     |
| 12    | 10 a 14 | 8     |
| 16    | 5 a 9   | 12    |
| 8     | 0 a 4   | 0     |

## Economia
El 2007 la població en edat de treballar era de 181 persones, 145 eren actives i 36 eren inactives. De les 145 persones actives 135 estaven ocupades (76 homes i 59 dones) i 10 estaven aturades (3 homes i 7 dones). De les 36 persones inactives 11 estaven jubilades, 14 estaven estudiant i 11 estaven classificades com a «altres inactius».

### Ingressos
El 2009 a Saint-Étienne-sur-Suippe hi havia 103 unitats fiscals que integraven 288 persones, la mediana anual d'ingressos fiscals per persona era de 20.008 €.

### Activitats econòmiques
Dels 8 establiments que hi havia el 2007, 4 eren d'empreses de construcció, 1 d'una empresa d'hostatgeria i restauració i 3 d'empreses de serveis.
Dels 5 establiments de servei als particulars que hi havia el 2009, 1 era un paleta, 2 guixaires pintors, 1 lampisteria i 1 restaurant.
L'any 2000 a Saint-Étienne-sur-Suippe hi havia 4 explotacions agrícoles que ocupaven un total de 676 hectàrees.

## Poblacions més properes
El següent diagrama mostra les poblacions més properes.